# Joseph Roumanille
Joseph Roumanille (in occitano: norma mistraliana Jousé Roumaniho, norma classica Josèp Romanilha; Saint-Rémy-de-Provence, 8 agosto 1818 – Avignone, 24 maggio 1891) è stato un poeta e scrittore francese, nonché fondatore del movimento Félibrige, nato per restituire alla lingua occitana la dignità di lingua letteraria.

## Vita
Joseph Roumanille nacque in Francia, nel dipartimento delle Bocche del Rodano, da Jean-Denis Roumanille e Pierrette Piquet. Dal 1834 studiò al vicino liceo di Tarascona, mentre dal 1836 al 1839 lavorò in uno studio notarile.
In seguito pubblicò i suoi primi versi nell'Écho du Rhône, poi lavorò come insegnante a Nyons ed infine presso il Collège Dupuy ad Avignone. Fu lì che Roumanille ebbe come allievo il futuro premio Nobel Frédéric Mistral, apprezzandone le spiccate doti poetiche e letterarie.
Nel 1847 Roumanille pubblicò un volume di versi dal titolo Li Marbarideto e nel 1851 un'altra raccolta intitolata Li Sounjarello. L'anno successivo, assieme a Mistral ed Anselme Mathieu, curò una raccolta di versi in provenzale dal titolo Li Prouvençalo, mentre nel 1853 scrisse una dissertazione sulla pronuncia del provenzale.
Il rapporto con Mistral si trasformò presto in amicizia ed il 21 maggio 1854 i due fondarono, assieme ad altri cinque scrittori provenzali (Théodore Aubanel, Jean Brunet, Paul Giéra, Anselme Mathieu ed Alphonse Tavan), il Félibrige, un movimento letterario che, traendo spunto dal movimento romantico e dall'attenzione da esso mostrato alle identità nazionali e locali, tendeva a valorizzare la difesa della lingua occitana, ponendo la salvaguardia dell'identità culturale provenzale.
Nelle sue opere Roumanille concepì la poesia come un culto delle virtù domestiche ed esaltò sempre i valori tradizionali e cattolici, servendosi principalmente di personaggi popolari.
Roumanille sposò Rose-Anaïs Gras, sorella di Félix Gras.
Joseph Roumanille morì ad Avignone la mattina del 24 maggio 1891. I suoi funerali ebbero luogo due giorni dopo, e venne sepolto a Saint-Rémy-de-Provence nella tomba dei genitori.

## Opere
- Li Marbarideto (1847)
- Li Sounjarello (1851)
- Li Prouvençalo (1852)
- La campano mountado (1857)
- Fau i Ana (1877)
- Lis entarro-chin (1872)
- Li conte prouvençau (1883)
- Dideto (1880)
- Li cascareleto (Lou cascarelet), scritto anonimo incluso in Lis oubreto en proso (1853)
- Lis oubreto en vers
- Li capelan
- Li nouvé